# Lambells Lagoon
Lambells Lagoon är en del av en befolkad plats i Australien. Den ligger i kommunen Litchfield och territoriet Northern Territory, omkring 46 kilometer öster om territoriets huvudstad Darwin. Antalet invånare är 266.
Trakten runt Lambells Lagoon är nära nog obefolkad, med mindre än två invånare per kvadratkilometer.. Närmaste större samhälle är McMinns Lagoon, omkring 15 kilometer väster om Lambells Lagoon.
Omgivningarna runt Lambells Lagoon är huvudsakligen savann. Genomsnittlig årsnederbörd är 1 732 millimeter. Den regnigaste månaden är januari, med i genomsnitt 436 mm nederbörd, och den torraste är juni, med 1 mm nederbörd.